# Левкадия (пьеса)
«Левкадия» (др.-греч. Λευκαδία) — комедия древнегреческого драматурга Менандра (IV—III века до н. э.), от которой сохранился только ряд фрагментов в виде цитат у других античных авторов. Время написания и постановки неизвестно. Левкадия из названия — это остров к северу от Итаки, у берегов которого, согласно легенде, погибла поэтесса Сафо. Однако сюжет пьесы, по-видимому, не был с этим связан: скорее «Левкадия» была традиционной комедией, построенной на бытовом материале.
На митиленской мозаике изображена сцена из «Левкадии». В ней участвуют жрица, старый раб и ещё один человек, за которым видна статуя Аполлона.